# Diatrype berberidis
Diatrype berberidis är en svampart som beskrevs av Cooke 1885. Diatrype berberidis ingår i släktet Diatrype och familjen Diatrypaceae.   Inga underarter finns listade i Catalogue of Life.